# Tetilla sibirica
Tetilla sibirica är en svampdjursart som först beskrevs av Robert Fredric Fredrik Fristedt 1887.  Tetilla sibirica ingår i släktet Tetilla och familjen Tetillidae. Inga underarter finns listade i Catalogue of Life.